# Skjold

Koronacja Skjolda na króla, litografia Alfreda Jacobsensa na podstawie pracy Louisa Moego, 1898

Skjold – legendarny władca Danii według Gesta Danorum Saxo Gramatyka. Syn Lotera. Zabiegał o względy pięknej Alvild, miał z nią syna Grama, którego Saxo Gramatyk porównał do Herkulesa. Przez Saxo Skjold był przedstawiany jako wzór cnót – przeciwieństwo ojca. Z tego powodu od jego imienia cały jego ród nazywano Skjoldungami. Pod koniec życia dopuścił do współrządzenia swego syna Grama, co stało się powodem buntu części poddanych pod wodzą niejakiego Ringa. Bunt skończył się zwycięstwem Skjolda i Grama oraz śmiercią Ringa.